# Дворец эмира Бухарского (Каган)
Дворе́ц эми́ра Буха́рского — дворец в 12 километрах к востоку от Бухары. Город, в котором был построен этот дворец, в годы постройки назывался Новой Бухарой, а впоследствии, в 1935 году, переименован в Каган.

## История

Проект дворца эмира Бухарского

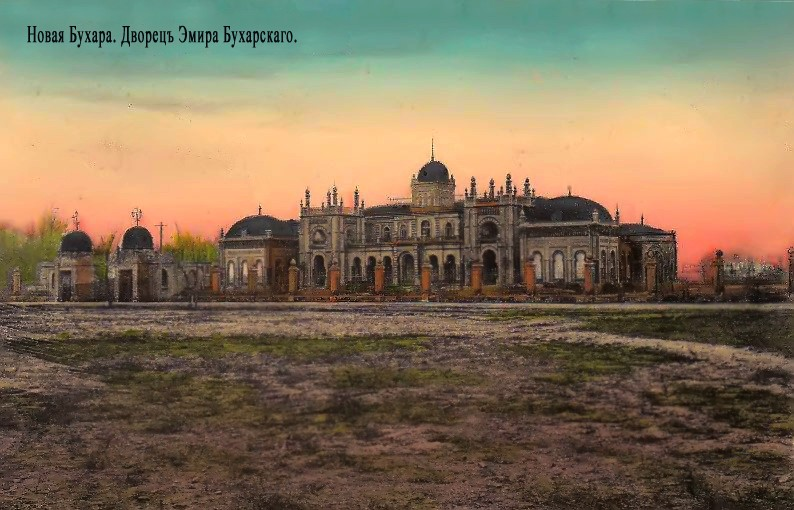
Дворец на открытке Российской империи

Строительство нового дворца началось 14 августа 1895 года по приказу эмира Сеида Абдулахад-хана в Новой Бухаре и было закончено в 1898 году. Проектировщиком дворца был Алексей Леонтьевич Бенуа, руководил строительством инженер Дубровин, а возводили и отделывали здание бухарские и русские мастера.
Дворец c множеством башен, куполов и колонн эклектичен, построен в неомавританском стиле в сочетании с барокко и ампиром. Помимо типично европейского стиля, в оформлении использованы и арабские мотивы..
Существуют разные версии цели постройки дворца. По одной из них, эмир приказал построить дворец лично для себя, но осмотрев здание по завершении строительства, счёл его недостаточно великолепным и роскошным. По другой версии, строительство дворца изначально планировалось для визита в Бухарский эмират императора Николая II.
После смерти Сеида Абдулахад-хана его преемник эмир Сейид Алим-хан стал использовать дворец, расположенный неподалёку от железнодорожного вокзала, в качестве резиденции для высокопоставленных лиц, приезжавших в Бухару.
В наши дни это здание, в котором размещается Дворец культуры железнодорожников, имеет статус памятника архитектуры.